# Paitzkofen
Das Kirchdorf Paitzkofen, eine ehemals geschlossene Hofmark, ist ein Ortsteil der Gemeinde Straßkirchen im niederbayerischen Landkreis Straubing-Bogen. Bis 1976 bildete es eine selbstständige Gemeinde.

## Lage
Paitzkofen liegt etwa zweieinhalb Kilometer südwestlich von Straßkirchen und über fünf Kilometer südwestlich der Donau.

## Geschichte
Der früheste Ortsname erschien 1182/83 „Pucinhouen“, 1184 „Buizchouen“, um ca. 1200 die Bezeichnungen „Pucinchoven, Puizinchoven, Puizenchoven“, und in der Folgezeit „Peutzchoven, Paeuzchof, Peutzkofen“ und 1404 „Päutzkofen“.
Die Namensgebung fußt offensichtlich auf einen Personennamen. Puzzo, Poto oder Puto ist die Kürzung aus dem mutmaßlichen Vollnamen „Poterich, Pütterich“, was im Althochdeutschen „gebieten“ heißt.
Im frühen 13. Jahrhundert erschien in den Traditionen der Klöster Niederalteich und Metten ein Geschlecht, das sich Peutzchoven/Paitzkofen nennt. Bis 1870 war die offizielle Schreibweise Peitzkofen. Danach wechselten die Eigentümer des erstmals 1495 als Hofmark bezeichneten Sitzes, der zu Beginn des 15. Jahrhunderts an den Passauer Bürgermeister Franz Kolb kam und nach ihm über hundert Jahre der Familie Trenbach von der benachbarten Hofmark Schambach  gehörte.  Ab etwa 1637 taucht die Familie Hundt von Lauterbach als Besitzer auf. Bald danach erwarb der Bürgermeister von Straubing Kaspar Furthner den Besitz, ehe 1699 das Kloster St. Emmeram die geschlossene Hofmark erwarb. Im Konskriptionsjahr 1752 zählte Paitzkofen zwanzig Anwesen.
Das Kloster Sankt Emmeram und dessen Stiftsgebiet fiel 1802/03 an das neu gegründete Fürstentum Regensburg unter dem Fürstprimas Carl Theodor von Dalberg. Damit ging die St. Emmeram’sche Propstei Paitzkofen in den Besitz des Kurerzkanzlers über und bildete auch nach der Säkularisation in Bayern noch einen gesonderten Niedergerichtsbezirk. Erst mit dem Erwerb des Fürstentums Regensburg durch das Königreich Bayern 1810 endete die geistliche Herrschaft über Paitzkofen, das nun dem Landgericht Deggendorf unterstellt wurde. Das bedeutete, dass alle Justiz-, Polizei-, Verwaltungs- und Finanzangelegenheiten des Ortes nun von Deggendorf aus geregelt wurden.

### Einwohnerentwicklung des Kirchdorfes Paitzkofen
- 1871: 0 202 Einwohner[4]
- 1885: 0 198 Einwohner[5]
- 1900: 0 182 Einwohner[6]
- 1925: 0 236 Einwohner[7]
- 1950: 0 283 Einwohner[8]
- 1961: 0 200 Einwohner[9]
- 1970: 0 207 Einwohner[10]
- 1987: 0 201 Einwohner[11]

### Ehemalige Gemeinde Paitzkofen
Von 1818 bis zum 31. Dezember 1975 bestand die Gemeinde Paitzkofen. Sie wurde ursprünglich aus Teilen der Steuerdistrikte Paitzkofen und Stetten gebildet und bestand aus dem Hauptort Paitzkofen und den Gemeindeteilen Makofen, Putzenhofen und Stetten. Die Gemeindefläche betrug etwas mehr als 800 Hektar. Im Jahr 1838 kam die Gemeinde vom Landgericht Deggendorf zum Landgericht Straubing. Zum 1. Januar 1976 trat die Gemeinde mit damals 262 Einwohnern freiwillig der Einheitsgemeinde Straßkirchen bei.

#### Einwohnerentwicklung der Gemeinde Paitzkofen
- 1840: 0 280 Einwohner[14]
- 1871: 0 298 Einwohner[4]
- 1875: 0 287 Einwohner[14]
- 1885: 0 313 Einwohner[5]
- 1900: 0 344 Einwohner[6]
- 1925: 0 472 Einwohner[7]
- 1950: 0 537 Einwohner[8]
- 1961: 0 354 Einwohner[9]
- 1970: 0 313 Einwohner[10]

## Häufiger Vorname
Am 26. August 1854 waren bei einer Gemeindemitgliederversammlung alle 21 Bauern und Söldner von Paitzkofen anwesend. Dort war sehr auffallend, dass zwölf von 21 den Vornamen „Joseph“ tragen. „Sepp“ (Spitzname) war in dieser Zeit mit Abstand führend.

## Sehenswürdigkeiten
Am Dorfplatz 5 liegt die katholische Filialkirche St. Nikolaus. Sie ist ein spätgotisches Bauwerk, das um 1450 errichtet wurde. Das Langhaus wurde im 17. Jahrhundert barock erhöht.

## Bodendenkmäler
- Bereich der Filialkirche St. Nikolaus: Untertägige mittelalterliche und frühneuzeitliche Befunde
- Bereich der Firststraße 6: Körpergräber vor- und frühgeschichtlicher Zeitstellung
- Bereich nordöstlich des Dorfplatzes: Erdstall des Mittelalters und der frühen Neuzeit
- Bei Paitzkofer Berg: Siedlung vorgeschichtlicher Zeitstellung, u. a. des Neolithikums

## Vereine
- Eisstockclub Paitzkofen
- Freiwillige Feuerwehr Paitzkofen